# Petrogale herberti
Espèce
Répartition géographique
Statut de conservation UICN

 LC  : Préoccupation mineure
Le pétrogale d’Herbert (Petrogale herberti) est une espèce de wallaby vivant dans le nord-est de l'Australie.

## Description
Il mesure 45 à 59 cm de haut ; sa queue mesure environ 50 cm. Il pèse 6 kg. La partie supérieure du corps est gris-brun. Il y a très peu de différence entre lui et les six autres espèces de petrogales trouvés dans cette région et les différences ont été faites seulement par étude génétique (il a 22 chromosomes). C'est le plus commun du groupe.

## Répartition et habitat
On le rencontre  dans une région située à une centaine de kilomètres au nord-ouest de Brisbane jusqu’à la rivière Fitzroy, autour de Clermont et Rubyvale.
Il habite les régions rocheuses (gorges, éboulis, collines) des zones boisées.

## Alimentation
Il se nourrit de pousses d'herbes, de fruits, de graines et de fleurs. Il se laisse nourrir à la main.

## Reproduction
Il se reproduit toute l'année.